# Chromodoris thompsoni
Chromodoris thompsoni is een zeenaaktslak die behoort tot de familie van de Chromodorididae. Deze slak is endemisch in New South Wales (Australië). De soort wordt vaak verward met de Chromodoris loringi.
De slak is paars gekleurd met donkerpaarse vlekken. Ze wordt, als ze volwassen is, zo'n 5 cm lang.